# ヒュアキントスの死 (ティエポロ)
『ヒュアキントスの死』（ヒュアキントスのし、伊: The Death of Hyacinthus, 西: La muerte de Jacinto, 英: The Death of Hyacinthus）は、イタリアのロココのヴェネツィア派の画家ジョヴァンニ・バッティスタ・ティエポロが1752年から1753年頃に制作した絵画である。油彩。主題はオウィディウスの『変身物語』第10巻で言及されているギリシア神話の神アポロンと美少年ヒュアキントスの恋の物語から採られている。ドイツのヴュルツブルクで活動した時期の作品で、現在はマドリードのティッセン＝ボルネミッサ美術館に所蔵されている。

## 主題
『変身物語』によるとヒュアキントスはスパルタの王アミュクラスの孫で、その美しさゆえにアポロンの寵愛を受けた。あるときアポロンと円盤投げを行っていると、ヒュアキントスはアポロンの投じた円盤を拾おうとし、大地に当たって跳ね返った円盤を頭部に受けて死んでしまった。アポロンはヒュアキントスの死を深く悲しみ、ヒヤシンスに変えた。またスパルタ人はヒュアキントスの死にちなんでヒュアキンティア祭を創始した。

## 作品

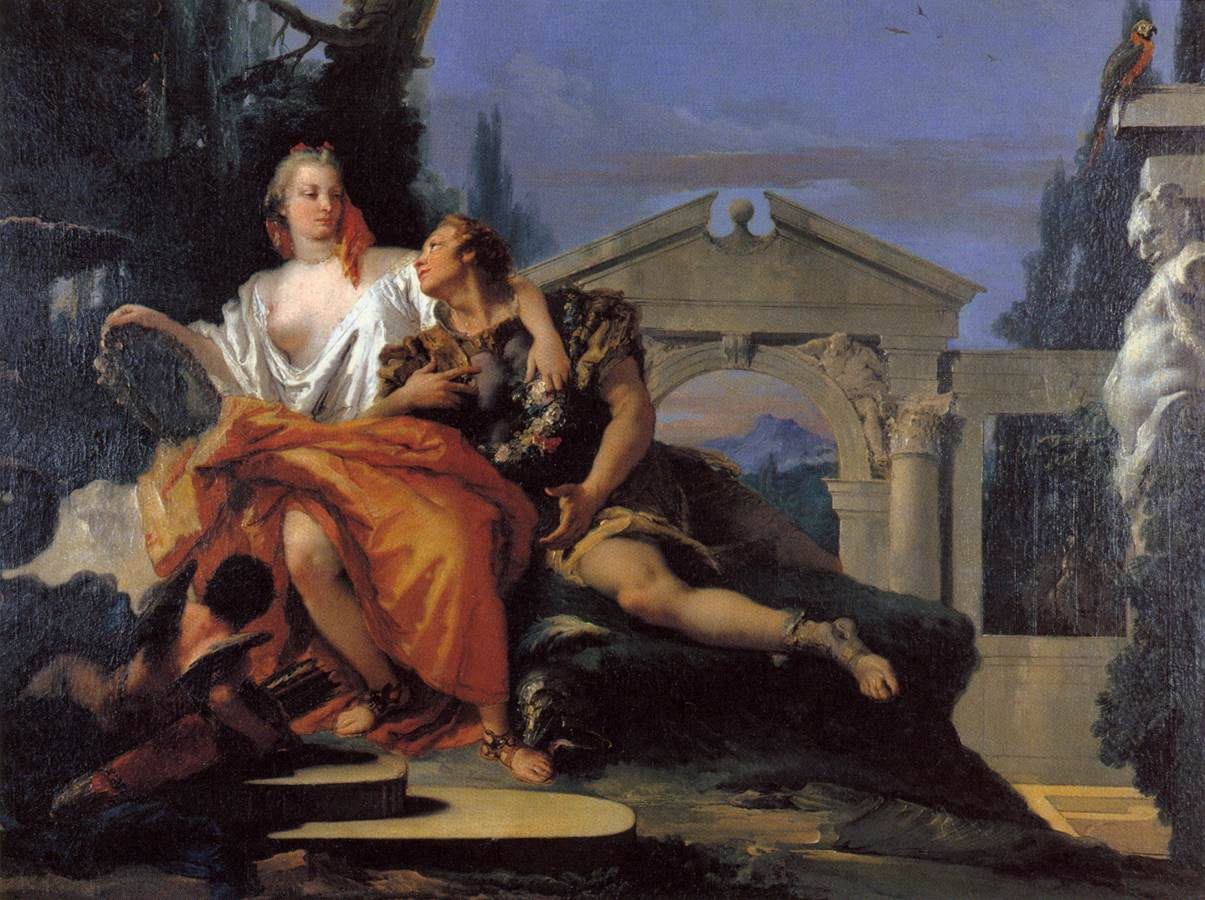
ティエポロの『魔法の庭園のリナルドとアルミーダ』。1752年頃。ヴュルツブルク州立美術館所蔵所蔵。

ティエポロは致命的な一撃を受けて地面に横たわる半裸のヒュアキントスを描いている。ヒュアキントスは顔をあげて、苦悩に満ちた表情と身振りでヒュアキントスのもとに駆け寄るアポロンを見上げているように見える。彼の傍らにはヒヤシンスの花が咲いており、すでに落命していることが分かる。画面左では多くの目撃者たちが悲劇的な光景を静かに見つめている。画面右端には牧神パンの神像がまるで物語の結末を見逃さないように悪意に満ちた笑顔を向けている。
ティエポロは作品の中でヒュアキントスの神話を非常に自由に解釈した。たとえば、ヒュアキントスが死の直前に楽しんでいた競技は円盤投げではなく、当時、貴族の間で非常に人気があったテニスである。それはヒュアキントスの遺体のそばに転がっているラケットや2個のテニスボール、密集した群衆の隙間に張られていることが確認できるネットなどから明かである。これらの描写はヒュアキントスを死に至らしめた物体がボールであることを示唆している。実際にヒュアキントスの頬には丸い傷があり、遺体のそばに転がっているボールのどちらかが当たったものと思われる。またヒュアキントスの左手の指は死の直前にボールを持っていたことを示すと思われるが、それはタイル張りの床を転がって画面左の離れた場所に落ちている別のボールであろう。こうした自由な解釈はルネサンス期のイタリアの詩人ジョヴァンニ・アンドレア・デッランギッラーラが1561年に翻訳したオウィディウスの『変身物語』に由来する。この翻訳の中でデッランギッラーラはすでに円盤をテニスボールに置き換えている。主要人物のポーズは演劇的であり、沈黙する目撃者たちのポーズとパンの神像の顔の悪意ある笑顔によって引き立てられている。
制作年代は2人の息子ジャンドメニコおよびロレンツォとともに、ティエポロの最高傑作の1つであるヴュルツブルク司教のカール・フィリップ・フォン・グライフェンクラウ・ツ・ヴォルラース公邸「ヴュルツブルクのレジデンツ」のフレスコ画制作に取り組んだ1752年から1753年頃と考えられている。
本作品は同時期にヴュルツブルクのレジデンツのために描かれた『エルサレム解放』を主題とする一連の作品『魔法の庭園のリナルドとアルミーダ』（Rinaldo e Armida nel suo giardino）との間に多くの類似点が見出される。コンゴウインコとそれが止まっているエンタブラチュア、パンの像、背景の糸杉、テニスコートへと続くアーチはすべて両作品の構図に見ることができる。また『アルミーダを見捨てるリナルド』（Rinaldo abbandona Armida）のアルミーダの身体を少し傾けた座像はヒュアキントスを彷彿とさせる。

## 来歴
絵画はティエポロの同時代人でビュッケブルクのヴィルヘルム・フリードリヒ・シャウムブルク＝リッペ男爵（Baron Wilhelm Friedrich Schaumburg-Lippe）によって所有されたことが知られている。ビュッケブルクはティエポロが1750年代に活動したヴュルツブルクの近郊にある都市であり、男爵が直接ティエポロに依頼して入手した可能性がある。『ヒュアキントスの死』の制作依頼にはおそらく哀歌的な意味があり、男爵は1751年の恋人の死の1年後にティエポロに依頼したと考えられている。男爵の相続人が所有していた頃に、17世紀および18世紀のイタリア絵画の展覧会に出品され、初めてその存在が知られることとなった。その後も絵画は同一族に相続され、1934年にティッセン＝ボルネミッサ・コレクション（Thyssen-Bornemisza collection）に加わった。

## 修復
2017年に美術館の開館25周年を記念して『ヒュアキントスの死』の修復と科学的調査が行われた。その後、絵画は2017年6月23日から2018年1月14日まで、X線写真や赤外線リフレクトグラフィー、その他の科学分析の資料が、シュトゥットガルト州立美術館に所蔵されている本作品の2点の素描とともに美術館の17号室で特別展示された。